# Stanisław Szkudlarz
Stanisław Szkudlarz (ur. 1 maja 1895 w Jaskółkach, zm. 1967) – polski prawnik, polityk, wiceprezydent Katowic w latach 1926–1939. 

## Życiorys
Urodził się 1 maja 1895 roku w Jaskółkach koło Odolanowa w rodzinie Jakóba i Julianny z domu Szczepańska. Studiował prawo na Uniwersytecie Poznańskim, a będąc jeszcze studentem uczestniczył w III powstaniu śląskim – działał w Grupie Operacyjnej „Północ”. Pracę zawodową rozpoczął jako sędzia Sądu Okręgowego w Katowicach. W 1925 roku został prezesem Związku Uchodźców.
8 lipca 1926 roku został wybrany przez katowicką Radę Miejską spośród pięciu kandydatów (prócz niego: senator Jan Jakub Kowalczyk, radca Magistratu Jan Golla, dr Chełmski i sędzia Edward Reszka) na stanowisko zastępcy burmistrza Katowic – późniejszego wiceprezydenta, zastępując na tym stanowisku Edmunda Leua. Objął decernaty szkolny i podatkowy, a także urząd pośrednictwa pracy i sprawy teatru miejskiego. Gdy prezydentem Katowic był Adam Kocur, prowadził większość bieżących spraw. Urząd ten sprawował do wybuchu II wojny światowej. 
W okresie międzywojennym działał w licznych organizacjach i związkach. W 1927 roku wszedł do zarządu Związku Miast Polskich, a w 1931 roku do utworzonego przy nim Komitetu Wykonawczego. 25 czerwca 1929 roku powołano Śląskie Linie Autobusowe, którego był przewodniczącym do 1939 roku. Był prezesem wpisanego do rejestru stowarzyszeń 20 sierpnia 1929 roku Śląskiego Klubu Lekko-Atletycznego, w 1931 roku wszedł do rady Muzeum Śląskiego w Katowicach, w 1932 roku został prezesem zarządu powiatowego Związku Rezerwistów, a także był prezesem założonego w 1934 roku chóru męskiego pracowników katowickiego Magistratu.
Poza tym zasiadał m.in.: w zarządzie Śląskiego Instytutu Rzemieślniczo-Przemysłowego, w radzie nadzorczej spółki Gazownie Górnośląskie, w okręgowej komisji rewizyjnej Śląskiej Rady Okręgowej Obozu Zjednoczenia Narodowego, w zarządzie katowickiego okręgu Polskiego Białego Krzyża czy w sądzie związkowym Związku Powstańców Śląskich. Był także m.in. członkiem zarządu Towarzystwa Przyjaciół Teatru Polskiego w Katowicach i skarbnikiem okręgu wojewódzkiego Związku Straży Pożarnych RP.
W latach międzywojennych mieszkał w Katowicach przy ulicy W. Stwosza 4.
Po wybuchu II wojny światowej, w 1940 roku został zatrzymany w Krakowie przez Niemców i odsadzony na kilka miesięcy w więzieniu Montelupich. 5 kwietnia 1941 roku został osadzony w KL Auschwitz jako więzień polityczny – przyznano mu numer 11726. W 1944 roku został przeniesiony do obozu KL Sachsenhausen, a 19 grudnia tego samego roku do KL Buchenwald, gdzie przyznano mu numer 96970. Tam też doczekał się wyzwolenia przez wojska alianckie. 
Powrócił do Katowic jesienią 1945 roku. Został dyrektorem Śląskich Linii Autobusowych, które wznowiły działalność 25 marca 1946 roku. Przystąpił do odbudowy przedsiębiorstwa w czasach niedoboru pojazdów oraz przeobrażania gospodarki. Pod koniec 1949 roku władze komunistyczne rozpoczęły rozliczanie osób związanych z przedwojenną sanacją, w wyniku którego został on pozbawiony stanowiska dyrektora naczelnego i przeniesiono go na stanowisko referenta. Następnie zmuszono go do odejścia z przedsiębiorstwa. Zatrudnił się jako radca prawny w jednym z chorzowskich przedsiębiorstw, gdzie pracował do emerytury.
Po II wojnie światowej zasiadał w radzie naczelnej Związku Weteranów Powstań Śląskich, a także działał w katowickim kole Polskiego Związku Byłych Więźniów Politycznych.
Zmarł na chorobę nowotworową w 1967 roku. Został pochowany na cmentarzu przy ulicy H. Sienkiewicza w Katowicach.

## Odznaczenia
- Krzyż Kawalerski Orderu Odrodzenia Polski (1934)[31]
- Odznaka Honorowa Ligi Obrony Powietrznej i Przeciwgazowej I stopnia[32]